# Carl Koßmaly
Carl Koßmaly (* 27. Juli 1812 in Breslau; † 1. Dezember 1893 in Stettin) war ein deutscher Komponist, Kapellmeister und Musikschriftsteller.

## Leben
Koßmaly studierte von 1828 bis 1830 in Berlin bei Ludwig Berger, Carl Friedrich Zelter und Bernhard Klein. Danach war er Opernkapellmeister in Wiesbaden, Mainz, Amsterdam (1838), Bremen (1841) und vom 15. Mai 1841 bis zum 30. April 1844 Musikdirektor am Fürstlichen Hoftheater in Detmold. Nach Ablauf seines Vertrags lebte er dort freiberuflich. 
Von 1846 bis 1849 war er Kapellmeister in Stettin. Anschließend wirkte er dort als Musiklehrer und Konzertdirigent. 1848 begründete er mit  Gustav Flügel den Stettiner Zweigverein des Tonkünstlervereins, der Konzerte und Vorträge organisierte. Er war Mitglied der Stettiner Freimaurerloge Drei goldene Anker zu Liebe und Treue.
Er war Mitarbeiter an der von Robert Schumann begründeten Neuen Zeitschrift für Musik und veröffentlichte mehrere Bücher über Musik. Ab 1866 war er Konzert- und Theaterkritiker der Stettiner Ostsee-Zeitung.

## Schriften
- Schlesisches Tonkünstler-Lexikon. 4 Hefte. Breslau, Verlag von Eduard Trewendt, 1846–1847; mit Carl Heinrich Herzel als Koßmaly und Carlo. Digitalisate
  - Erstes Heft, 1846 Digitalisat Digitalisat Auszüge
  - Zweites Heft, 1846
  - Drittes Heft, 1846 Digitalisat
  - Viertes Heft, 1847
- Mozarts Opern. Kritische Erläuterungen. Leipzig 1848.
- Über die Anwendung des Programms zur Erklärung musikalischer Kompositionen. 1858.
- Über Richard Wagner. Leipzig 1873.